# Henri Rol-Tanguy
Henri Tanguy, jméno bylo oficiálně změněno na Henri Rol-Tanguy v roce 1970 (12. června 1908 Morlaix – 8. září 2002 Ivry-sur-Seine) byl jedním z velitelů francouzského odboje během druhé světové války.

## Život
Henri Tanguy se narodil do bretaňské rodiny námořníků a ve 14 letech opustil školu a začal pracovat v továrně Renault v Boulogne-Billancourt nedaleko Paříže. V roce 1925 vstoupil do francouzské komunistické strany, ve které zůstal až do konce svého života. V roce 1936 byl Henri Tanguy jedním z vůdců odboru kovodělníků v Paříži. Ve stejném roce z Paříže organizoval podporu Španělské republice v boji proti puči generála Franca. Od roku 1937 se sám účastnil španělské občanské války a patřil k interbrigádám.
Po porážce Španělské republiky se Henri Tanguy vrátil do Francie a po začátku druhé světové války v roce 1939 sloužil ve francouzské armádě. Během bitvy o Francii byl zajat Němci. Utekl, přidal se k odboji a převzal krycí jméno Rol po své příteli Théovi Rolovi, který zemřel ve Španělsku. V roce 1939 se oženil s komunistkou Cécile Le Bihan, se kterou se seznámil v roce 1936 při práci pro Lidovou frontu a Španělskou republiku, a která se později také zapojila do odboje. Pár měl čtyři děti. Počínaje únorem 1942 organizoval ozbrojený odpor v pařížském regionu z pařížských katakomb a účastnil se povstání v srpnu 1944. Dne 25. srpna 1944 generál Leclerc a Henri Tanguy převzali od německého generála a guvernéra Paříže Dietricha von Choltitz správu nad městem.
V poválečném Německu sloužil mimo jiné jako francouzský vojenský velitel v Koblenzi v roce 1945. Po propuštění z francouzské armády v roce 1962 byl až do roku 1967 členem ústředního výboru komunistické strany.
Jeho syn Jean Rol-Tanguy byl novinář a dlouholetý dopisovatel Humanité v NDR.

## Vyznamenání
Byl zvolen předsedou Association nationale des anciens combattants de la Résistance a Amicale des anciens volontaires français en Espagne républicaine.
V roce 1996 obdržel španělské čestné občanství.
Na jeho pohřbu v roce 2002 se v Invalidovně konal státní ceremoniál pod vedením Jacquese Chiraca.
V roce 2004 byla v Paříži ve 14. obvodu poblíž Place Denfert-Rochereau po něm pojmenována ulice Avenue du Colonel-Henri-Rol-Tanguy.
- Velkokříž Čestné legie, 1994
- Ordre de la Libération, 1946
- Croix de guerre (1939-1945) se třemi palmami
- Médaille de la Résistance
- Croix du Combattant Volontaire
- Croix du Combattant Voluntaire de la Résistance
- Presidential Medal of Freedom (USA)
- Řád přátelství národů (SSSR)